# Michael Mizrachi
Michael David Mizrachi (Miami, 5 gennaio 1981) è un giocatore di poker statunitense.

## Biografia
Mizrachi, seguendo le orme del fratello maggiore Robert, cominciò la carriera di giocatore professionista di poker sui tavoli online 5$/10$ di Paradise Poker, fino a raggiungere i tavoli cash 100$/200$ PokerStars di Texas hold 'em.
Nel 2004 iniziò a giocare nei live ma fu nel 2005 che arrivarono i primi risultati di rilievo. Ottenne il quinto posto nel WPT "$10.000 World Poker Open" a Tunica Resorts per oltre $280.000 e vinse il WPT "$10.000 L.A. Poker Classic" a Los Angeles per $1.859.909 di premio
Nel 2006 la sua carriera toccò l'apice con la vittoria del prestigioso titolo di Player Of The Year, messo in palio dalla rivista Card Player. Quell'anno vinse cinque tornei tra cui il WPT "$10.000 Borgata Winter Poker Open" ad Atlantic City con un primo premio da $1.173.373 ed arrivò al tavolo finale di altri otto tornei.
Alle WSOP 2010 Mizrachi conquistò il suo primo braccialetto nell'evento "$50.000 The Players Championship Event 8 Game", vincendo $1.559.046. Sempre alle WSOP 2010 riuscì a raggiungere il tavolo finale del Main Event, chiudendo al 5º posto e ottenendo $2.332.992.
Alle World Series of Poker Europe 2011 conquistò il secondo braccialetto della sua carriera mentre alle 2012 bissa il risultato del 2010 conquistando nuovamente il "$50.000 The Poker Players Championship" e vincendo $1.451.527.
Le vincite di Mizrachi sono di oltre $14.500.000.

## Braccialetti WSOP
| Anno         | Torneo                                        | Premio     |
| ------------ | --------------------------------------------- | ---------- |
| 2010         | $50.000 The Players Championship Event 8 Game | $1.559.046 |
| 2011(Europe) | €10.000 + 400 Mixed No Limit Hold'em          | €336.008   |
| 2012         | $50.000 The Poker Players Championship        | $1.451.527 |

## Titoli WPT
| Anno | Torneo                            | Premio     |
| ---- | --------------------------------- | ---------- |
| 2005 | $10.000 L.A. Poker Classic        | $1.859.909 |
| 2006 | $10.000 Borgata Winter Poker Open | $1.173.373 |